# ロンドン同時爆破事件
ロンドン同時爆破事件（ロンドンどうじばくはじけん、7 July 2005 London bombings）は、2005年7月7日、現地時間8時50分頃（サマータイム期間中、UTC+1、日本時間16時50分頃）にイギリスの首都ロンドンにおいて地下鉄の3か所がほぼ同時に、その約1時間後に2階建てバスが爆破され、実行犯4人を含む56人が死亡したテロ事件である。
事件前日の6日は2012年の夏季オリンピックの開催地がロンドンに決定した日でもあり、オリンピック開催決定の歓喜に沸いた1日から一転して深い悲しみに包まれることになった。
日本国内のメディアでは、この事件をロンドン同時爆破テロ、ロンドン同時多発テロ、ロンドン同時テロという名称で報じている。　

## 事件概要

### 地下鉄
7月7日午前8時50分頃、ロンドン地下鉄トンネル内の3カ所でほぼ同時に地下鉄の車両が爆発した。最初の爆発から3個目の爆発まで僅か約50秒足らずであった。
- サークル線 - リバプール・ストリート駅からアルドゲイト駅に向かう列車の2両目後部。
- ピカデリー線 - キングス・クロス・セント・パンクラス駅からラッセル・スクウェア駅に向かう列車の1両目。
- サークル線 - 列車がエッジウェア・ロード駅（南駅）からパディントン駅へ向け発車した直後に2両目前部が爆発、駅構内も被害を受けた。

### ダブルデッカーバス

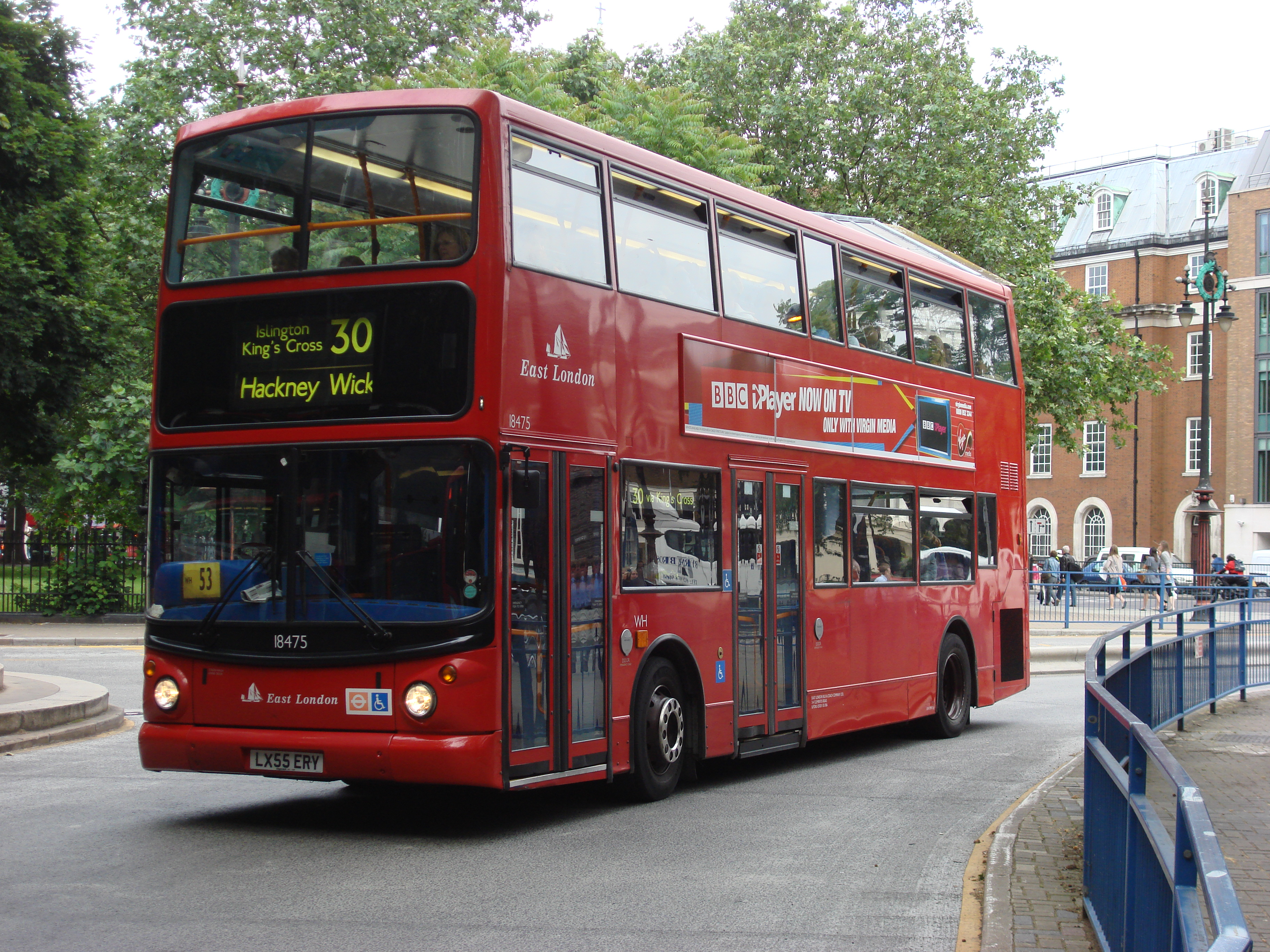
ロンドン同時爆破事件の被害とされたバス路線のひとつ、系統30。バスも同じタイプのデニス・トライデント・2。

同日午前9時47分頃（現地時間）、大英博物館のあるラッセル広場近くのタビストック・スクエアを走行中のダブルデッカーバス（2階建てバス）、デニス・トライデント・2型1台が爆発し、屋根を含めて2階部分が完全に吹き飛んだ。
ロンドン同時爆破事件で爆破された3台のバスのうち2台は、ロンドンのシンボルとも言えるデニス・トライデント・2型で、他の1台も含めて全て「ステージコーチ・ロンドン（Stagecoach London）社」の所有だった。
最初に爆破されたバスはエンバイロ・400の車体を利用して修復され、ロンドン市民からは「ロンドンのスピリット（Spirit of London）」という名前で呼ばれている。

### 被害
このテロ攻撃によって56名が死亡した。ただし、その中に実行犯4名が含まれている。地下鉄車両は完全に破壊され、施設にも被害を受けた。ラッセル・スクウェア駅近くの現場では、地下鉄トンネルの崩落など2次災害の危険が語られたが、トンネル崩落は起こらなかった。

### 実行犯
イギリス捜査当局はテロリストによる犯行と発表した。発生当時は起爆装置を爆発させた時限式の爆発物によるテロと発表していたが、後日自爆テロと修正した。実行犯は4名で、改札の監視カメラによって揃いのバックパックを背負っている4人の青年が撮影された。
4名はリーズからロンドンまで列車でやってきた。実行犯の内、2人は小さな子供がいる上に妻が妊娠中で、内1人は予定日が1週間後に迫っていた。また、後に妻の1人であるサマンサ・ルースウェイトは、ソマリアやケニアなどで発生した武力攻撃に関与した疑いがかけられている。

### 逮捕
ロンドン警視庁は事件の企画者として33歳のエジプト人男性を逮捕した。この男性は実行犯と同じリーズにある大学で生化学を学んでいて、アメリカへの留学経験もあり、事件1週間前からエジプトに帰国していた。また、彼は日に5回の祈りを欠かさない敬虔なムスリムであった。逮捕当初からエジプト政府が彼の関与を否定、捜査によって無実であることが明らかとなった。彼のほかにも、リーズを中心に多数のムスリムの若者が逮捕されたが、ほとんど無実あるいは証拠不十分で起訴されなかった。
2007年3月22日、ロンドン警視庁は、このテロに関与した「反テロ法」違反の容疑で、男性3人を逮捕したと発表した。警察は22日の午後1時ごろ、30歳と23歳の男を、マンチェスター空港からカラチ（パキスタン）行き飛行機に搭乗しようとしたところ逮捕した。次いで午後4時ごろ、26歳の男を、中部リーズの自宅で逮捕した。また同時に彼等の家などが家宅捜索された。

### 犯行声明
犯行後、アラブ首長国連邦の衛星テレビやインターネット上に「欧州の聖戦アルカーイダ組織」を名乗る犯行声明が寄せられた。声明には、アラブ・イスラム諸国はアフガニスタンやイラクで虐殺に加担しているイギリス政府に対して起ち上がる時であるという呼びかけがあり、また、デンマーク政府やイタリア政府など、アフガニスタン・イラクに軍隊を派遣している各国政府に対して撤退しなければ同じ目に遭うという警告があった。その後、その掲示板に関与を否定する書込みが相次いだこと、この組織に活動実態がないこと、カナダの大停電など無関係なものに発せられる傾向があるため、信憑性が乏しいと考えられた。
作者不明の犯行声明ではあったが、その報道により、イギリス国内で在英ムスリムやアラブ系住民に対する嫌がらせが発生した。英国協議会の公式サイトには3万件もの脅迫紛いメールが送りつけられ、ニュージーランドではモスクの窓が破壊された。
2005年8月13日、The Independent紙の報道では、警察とMI5の情報元を引用し、7月7日の爆発犯たちは海外にいるアル・カーイダ主謀者の計画に沿って独自に行動を起こしたとされている。
2005年9月1日、アルジャジーラに送付したビデオによって、自殺した犯行者の肉声と共に、アル・カイダは公式にテロへの関与を認めた。（テープの書き下ろし内容はWikisource  で参照できる）[:en]

### 報道

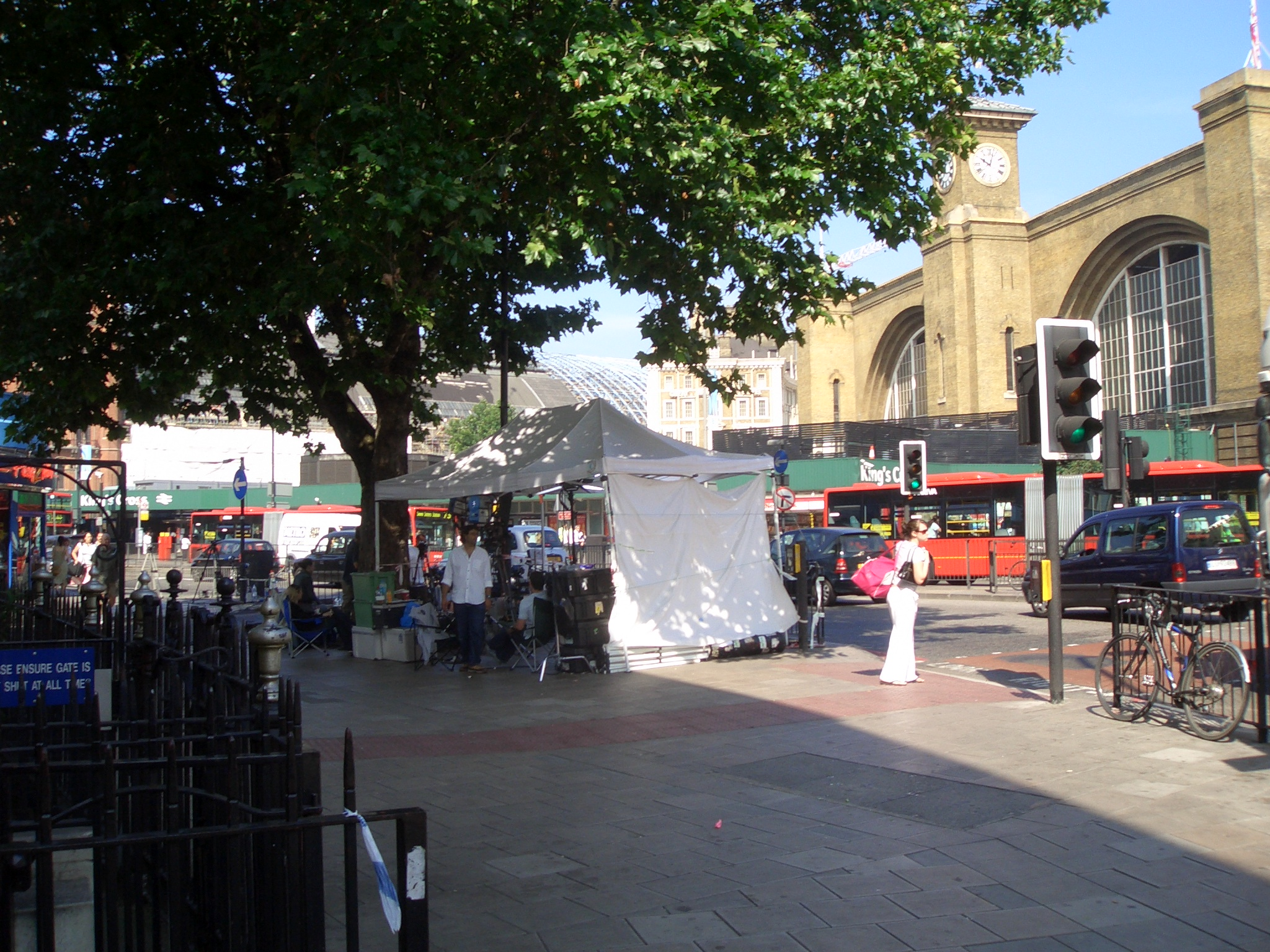
キングスクロス駅での報道テント

- BBC 1 及び ITV 1 (イギリスの主要なチャンネル) の両局は通常番組を中止して、この事件のニュースを報じ続けた。海外向け短波放送（国際放送）の BBC World Service 及び BBC World も通常番組を中止して放送を行った。また、BBC のサイトでは一般の人に目撃情報、写真、映像の提供を呼びかけた。
- オーストラリアの国営ABC放送は BBC 放送の生番組を、チャンネル7やチャンネル9などの民放は ITV の生番組を放送し続けた。
- アメリカ CNN は海外向けを含めて通常番組を中止して、この事件のニュースを放送した。
- 日本ではNHK BS1 が通常番組を中止し、途中BSニュースを挟みながら BBC News 24 を同時通訳付きで放送した。総合テレビの深夜の時間帯はテロップを付けた形で通常番組を放送した。NNN24 及び JNNニュースバード は通常のニュースに折り込む形で放送した。
- 各国の新聞は1面にてトップニュースとして報じた。また各国国営短波放送局はトップニュースとして報じた。

## 影響

### 市民生活
ロンドン市内では警察によって、事件翌朝に無用な外出は控えるよう市民に呼びかけたが、すぐにいつも通りの生活に戻ろうという呼び掛けが行われた。一時的に徒歩や自転車、タクシーなどの通勤利用が増えたが、地下鉄の運行再開と共に回帰した。ロンドン市長も地下鉄で通勤した。一方、地下鉄構内では、訓練を受けた数十匹の犬による爆発物の探知が行われ始めた。
　

### サミット

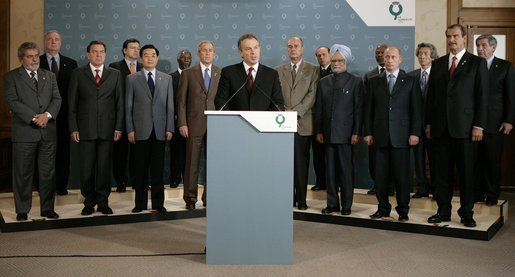
合同記者会見を行うサミット参加国首脳。ブレア英首相が代表して「テロには結束して対抗する」との声明を読み上げる。

イギリスでは7月6日からグレンイーグルズ・サミットが開催されており、テロはこれに合わせて行われたと考えられる。事件発生を受けたトニー・ブレア英首相をはじめとするG8首脳は、日本時間7日午後8時から緊急記者会見。直後にブレア首相はサミットを中座して一時ロンドンへ戻り、そしてテロに動じないとの声明を発表した。
3日間開催されたサミットの主要議題は、議長国であるイギリスが事前に定めた「アフリカ支援・気候変動」であったが、このテロのために、アメリカが積極的に推し進める「テロとの戦い」こそが世界の最重要課題となった。
サミットの予定日程
- 6日：英女王主催の夕食会
- 7日：午前）気候変動・世界経済について討議、昼）中国など新興5か国との対話、午後）地域情勢・安全保障、夜）会食
- 8日：午前）アフリカ支援について討議、昼）アフリカ諸国との対話、午後）総括発表

2005年7月の実際の日程
- 6日：予定通り
- 7日：テロに関する宣言発表（例年の経緯から見れば、その後この件について話し合わないように、という意味）
- 8日：テロについての議論が継続、対テロ声明を採択して終了（2度も同じ内容で宣言が発せられるのは極めて異例）

### 誤射事件
イギリス国内の警察もテロ警戒に対し過剰反応し、2005年7月23日に警察官が地下鉄車内でブラジル人男性を射殺する事件が発生した。警察は当初、「地下鉄駅構内で男性が不審な動きをしていたため呼び止めたところ、走って改札を飛び越え、地下鉄へ逃げるように飛び乗った。追いかけて確保しようとしたところ、抵抗した為に（自爆するのではと）危険を感じて発砲した」という旨の発表をした。
しかし、この男性はただの配管工で、爆弾などは持っておらず、テロリストとは全く関係なかったことが判明し、ロンドン警視庁は世界中から非難され、イギリス政府が遺族やブラジル政府に対し謝罪するに至った。それどころか、駅構内の監視カメラでは、男性は警官に呼び止められず、改札は普通に通り抜けた上、横のフリーペーパーまで手にとっている。地下鉄にも若干小走りに乗り込んだ程度で、逃げるようには見えなかったという証言もある。また、「警官（私服だったという）は数人で座席に腰掛けていた男性を取り囲み、至近距離から何発もの銃弾を撃ち込んだ。」と証言され、誤認どころか行き過ぎであったことが明らかとなり、警視庁の説明がでたらめであったことが後に判明した。
誤射した警官らは逮捕されたが、イギリスのマスコミは11月27日、男性を射殺した警官2人が不起訴になる見通しであり、ロンドン警視庁や政府高官が確認したと報道した。12月9日に独立調査委員会のハードウィック委員長は、事件の報告書を検察当局に送付することになるだろうと述べ、関与した警察官が刑事訴追される可能性のあることを明らかにした。検察当局が報告を受けて、起訴するかどうかを判断する。
2006年7月23日、殺害から1年が経過し、ストックウェル駅前で追悼集会が開かれた。
イギリス検察庁は、2006年7月17日、ロンドン警視庁の組織としての責任を問うとしながらも、射殺した警官やブレア警視総監の訴追を退けた。遺族や支援者は、検察庁の判断を非難し、ブレア警視総監を含む責任者の処罰、事件の真相究明、ロンドン・テロ事件後警察が採用したテロ容疑者即時殺害方針の撤回などを求めている。

### 弾劾
このテロにはブレア首相への弾劾に影響したと見る向きもある。6月26日に英紙でブッシュ米大統領とブレア首相がイラク戦争に関し情報操作を行ったと報道され、ブレア首相弾劾派に弾みがついていた。7月4日にはブッシュ大統領が「ブレア首相はサミットでイラク戦争支持の見返りを期待しないように」「ブレア首相は私同様、平和維持と対テロ戦争勝利にとって最良と思う方法をとることを決定した」と語って、対米従属型の共同歩調を強調しており、弾劾派はいっそう反ブレアの機運を高めていた。ところが、このテロによって米国の「対テロ戦争」の重要性が国民に印象付けられ、弾劾派は勢いを失いそうになった。だが、ロンドン警視庁の捜査ミスや工作が相次いで発覚し、ブレア内閣への求心力は高まらなかった。

### 再発
7月21日午後12時頃にも、再び鉄道の駅3箇所とバスで爆発があったが、大きな被害は無かった（→ウィキニュース）しかし、この事件は、リュックが残るほど被害が少ないこと、顔を隠していないアラブの風貌の人物によって、公衆の面前で地下鉄の列車内にリュックを投げ込まれたことから、愉快犯・模倣犯と考えられている。この事件の容疑者として6名が逮捕・起訴された。
この事件は、実際に爆発は起こっておらず「未遂」に終わっているが、後の調べにより、バックパックに入っていた化学物質の量などから7月7日の爆弾よりもより強力なものを作成しようとしたことがわかっている。未遂に終わったのは、爆弾の作成者が、それぞれの化学物質の計算を間違え、量が正確ではなかったことがあげられる。また、実行当時の気温が高かったために、量が正確であったとしても化学反応は起こらなかっただろうと見られている（2007年7月11日現在）。

## 事件への発言

### 英王室
- 「この事件によって、わたしたちの生き方が変わることはない。このような残虐行為はわたしたちの連帯感と人間愛、法規範への信頼を一層強めるだけだ」（エリザベス女王・負傷者の救護にあたる病院スタッフへの演説）
- 「困難なロンドンの現代にあって、かつての苦難の時代に復活力とユーモア、絶えざる勇気をもった世代の記憶を若い世代も受け継ぎ、現代の平和を守る戦いに生かしてほしい」（女王エリザベス2世・事件3日後の終戦60周年記念式典で）

### 英国議会
- 「イラクやアフガニスタン戦争に参戦し、ブッシュ米政権を積極的に支持したことが、英国をさらなるテロの危険に陥れた」（王立国際問題研究所）
- 「イラク情勢が英国でのテロ関連活動の動機になっている」（英政府・テロ合同分析センター）

### ロンドン市長
- 直後のリビングストン・ロンドン市長のスピーチ：「London has stood together.　そしてロンドンは、変わる事なく成長を続ける。この忌むべき犯罪を犯した者たちよ、どこに隠れているにせよ、見ておくがいい。来週にかけて我々が死者を追悼する、そのまさに同じときに、この街に新たな住人がやって来る様を。彼らがこの街の住民となり、みずから「ロンドン市民」と名乗りそして自由を手に入れる様を」

### 各国首脳
- サミット参加国：ブッシュ米大統領など会議に出席した首脳もテロを非難する共同声明を発した。声明
- 「テロがイスラエルだけの問題ではないことを改めて示した」（イスラエルのシャローム外相）

### イスラム教
イスラム系団体は一斉に犯罪行為として非難している。
英国内
- 「われわれは、英国人から悪い扱いを受けても辛抱し、テロリストとわれわれは異なるのだということを地道に主張するしか状況を改善できる道はない」（イギリス・中央モスクの聖職者）
- 「邪悪で無差別的な犯行を完全に非難する」（英国ムスリム協議会）
- 「われわれは、仲間である英国市民とともにいる」（英国の主要なイスラム教団体の広報担当者）
- 「イスラム教が説く人間性と平和、正義を明確に唱える」（ロンドンのイスラム社会学生連盟）
- 英・「デイリー・テレグラフ」紙の調査では、英国のイスラム教徒は「7日の同時テロは正当化されない」と考える人が88%、「実行犯の動機に共感しない」と考える人が計71%だった。

イスラム圏各国
- 「忌まわしい行為」（シリアのアサド大統領）
- 「いかなる国も邪悪なテロに立ち向かわねばならないことを示した」（イラク移行政府のジャファリ首相）
- 「民間人の交通手段を標的とすることは許されない」（イスラム原理主義組織「ハマス」のマルズーク政治局幹部）
- 「イラクで起きていることは、どこの国でも起こりうる」（イラク移行政府のタラバニ大統領）
- 「テロに長年苦しんできたアフガンの人々は、英国の悲しみをよく理解している」（アフガニスタンのカルザイ大統領）
- 「国民よ、立ち上がって、過激派と、憎しみと混沌を社会の中に広めようとしている者に対する聖戦を行ってほしい」（パキスタン・ムシャラフ大統領）
- 一部のイスラム教国では、アル・カーイダ、オサマ・ビンラディンへの信頼度は大幅に落ち込み、一般市民を標的にする自爆テロという手法は殆どの人々から受け入れられていない。（米世論調査機関）

米国
- 「イスラムの名を騙ってテロを行う者はコーランと預言者マホメットの教えに反する」「残酷なテロを行ういかなる者も許さない」「イスラムの教えは憎悪と暴力ではなく、平和と正義です」（アメリカ・イスラム関係協会）
- 民間人を標的にしたテロ行為を禁じるファトワ（宗教見解）を出した（北米イスラム法学者評議会）
- 「すべてのテロはハラム（禁止）。民間人の命を守るために治安当局に協力するのはイスラム教徒の宗教的義務」（米イスラム教徒協会のオメイシュ会長）

### キリスト教
- 7月10日にイギリス全土の教会で犠牲者と遺族に祈りがささげられた。
- ローマ教皇ベネディクト16世「テロに深く驚き、すべての犠牲者のために祈りをささげている」（電報）
- ベネディクト16世はまた、10日にロンドンの同時爆破テロの犯人に呼びかける形で「神の名のもとに、やめなさい」とテロ行為をやめるよう戒めた。

### オリンピック
- 「IOCはロンドンの安全対策を完全に信頼している」（IOCのロゲ会長。事件前日、ロンドンをオリンピック開催地として選んだことから→2012年夏季オリンピックの開催地選考も参照）

## 裁判
2011年7月25日に犯人に対し禁錮21年が言い渡されたが、被害者などからは「軽すぎる」として批判が強まっている。